# Sigmund Neufeld
Sigmund Neufeld (* 3. Mai 1896 in New York City, Vereinigte Staaten; † 21. März 1979 in Los Angeles) war ein US-amerikanischer Filmproduzent, spezialisiert auf B-Pictures.

## Leben und Wirken
Der Sohn von Simon Neufeld, einem deutschsprachigen, jüdischen Einwanderer aus Budapest, wuchs unter ärmlichen Bedingungen in New York auf. Nach dem Tod (Lungenentzündung) des Vaters musste Sigmund bereits mit elf Jahren zu arbeiten anfangen. Er nahm die unterschiedlichsten Jobs an, um die Familie – eine Mutter, zwei Brüder und eine Schwester – miternähren zu können. So belieferte Sigmund Neufeld mit einem Pferdekarren mehrere Saloons mit Bier, trug Zeitungen aus und verkaufte Früchte an der Straßenecke. Zuletzt lieferte er im Auftrag eines New Yorker Schneiders Kleidungsstücke aus. 1914 stieß Sigmund Neufeld dank seines Liefer-Jobs als Laufbursche zur Filmindustrie und war bis 1931 in verschiedenen Funktionen in der New Yorker Filiale von Universal Pictures tätig. Neufeld überwachte beispielsweise die Schnittendfassung von Kurzfilmen und war damit recht erfolgreich. Außerdem brachte er 1919 seinen Bruder Sam Newfield beim Film unter.
Nach 17 Jahren machte sich Neufeld selbständig und stellte ab 1931 im Rahmen von Poverty-Row-Firmen wie beispielsweise der Producers Releasing Corporation (PRC) eine Fülle von Billigwestern und anderen B-Filmen – während des Zweiten Weltkriegs auch mehrere Horrorstreifen – her, darunter zahlreiche Inszenierungen seines ungemein produktiven jüngeren Bruders Sam, der, anders als sein Bruder, seinen deutschen Namen in den USA amerikanisiert hatte, um dadurch seine Erfolgschancen als Regisseur zu maximieren. Nachdem PRC 1947 von Eagle-Lion Films geschluckt worden war, wechselten die beiden Brüder zur Firma Film Classics. Nachdem auch diese kleine Firma von Eagle-Lion absorbiert wurde, schloss sich Neufeld der noch unbedeutenderen Lippert Pictures an. Zeitweilig besaß der New Yorker mit der Sigmund Neufeld Productions und der Associated Film Releasing Corporations eigene Produktionsfirmen. Ende der 1950er Jahre stellte Sigmund Neufeld seine Produktionstätigkeit ein; die Zeit der Billigproduktionen für Vorstadtkinos hatte sich überlebt.

## Filmografie (Auswahl)
- 1931: The Missing Link (Kurzfilm)
- 1933: Big Time or Bust
- 1933: The Important Witness
- 1934: Marrying Widows
- 1934: The Fighting Trooper
- 1935: Bulldog Courage
- 1935: Timber War
- 1935: The Red Blood of Courage
- 1936: Aces and Eights
- 1936: Ghost Patrol
- 1936: Border Caballero
- 1936: The Traitor
- 1938: Crashing Through Danger
- 1939: Torture Ship
- 1940: Marked Men
- 1940: Cowboys – Der Kampf um die Goldmine (Frontier Crusader)
- 1940: Fuzzy außer Rand und Band (Billy the Kid in Texas)
- 1941: Faustrecht in Texas (The Lone Rider Rides On)
- 1941: Gefährliches Spiel (The Lone Rider in Ghost Town)
- 1941: Fuzzy bricht den Terror (Billy the Kid’s Fighting Pals)
- 1941: Schrecken über Colorado (The Lone Rider Ambushed)
- 1942: Gegen Willkür und Gewalt (Billy the Kid’s Smoking Guns)
- 1942: Um Leben und Tod (Law and Order)
- 1942: Für Recht und Gesetz (Sheriff of Sage Valley)
- 1942: The Mad Monster
- 1942: Terror in Texas (Death Rides the Plains)
- 1943: Für Recht und Gesetz (Cattle Stampede)
- 1943: Um Leben und Tod (The Renegade)
- 1943: Teufel der Prärie (Raiders of Red Gap)
- 1943: Dead Men Walk
- 1943: The Black Raven
- 1944: Die Rache des Gorilla (Nabonga Gorilla)
- 1944: The Monster Maker
- 1944: Todesritt in Texas (The Drifter)
- 1944: Oath of Vengeance
- 1945: Apology for Murder
- 1945: Shadows of Death
- 1945: White Pongo
- 1946: Gegen Willkür und Gewalt (Outlaw of the Plains)
- 1946: Lady Chaser
- 1947: Three on a Ticket
- 1948: Miraculous Journey
- 1948: Gier nach Geld (Money Madness)
- 1949: Die China-Mission (State Department: File 649)
- 1950: Jack der Killer (Western Pacific Agent)
- 1950: Gangster von Chicago (Hi-Jacked)
- 1951: Three Desperate Men
- 1951: Mask of the Dragon
- 1953: Sins of Jezebel
- 1955: Der Sheriff von Lincoln-City (Last of the Desperados)
- 1956: Bankraub in Mexiko (The Three Outlaws)
- 1956: Frontier Gambler
- 1957: Hawkeye and the Last of the Mohicans (TV-Serie)
- 1957: The Pathfinder and the Mohican